# Por Los Chicos
Por Los Chicos es una asociación civil sin fines de lucro que coordina donaciones a niños en estado de pobreza. La organización no tiene afiliación política ni religiosa. Su misión es combatir la desnutrición infantil en Argentina. desde 2020, la organización ayuda a alrededor de 3500 niños en más de 20 instituciones.

## Estructura
Por Los Chicos se compone de voluntarios que trabajan desde 2001. En 2020, la organización se compone de alrededor de 700 voluntarios.
Los principales valores de la organización son el apoyo a la salud, la nutrición, la educación, el arte, y la inclusión social y cultural.
Una de la formas de donación es a través de un sistema click-to-donate (click para donar) provisto en el sitio web. Cada patrocinador dona dinero cuando su anuncio es visto por un usuario. Algunos patrocinadores también donan cuando sus productos son comprados. Este dinero es utilizado para comprar alimentos y es distribuido en comedores sociales.
Los alimentos se distribuyen usando alguna de las siguientes estrategias:
- distribución directa: el patrocinador se hace cargo de comprar y transportar la comida directamente a los comedores,
- compra mayorista: Por Los Chicos hace compras mayoristas directamente a los proveedores de acuerdo a las necesidad de los comedores,
- distribución de vales de supermercado: Por Los Chicos da vales de supermercado a los comedores y verifica su uso mediante facturas.

Los alimentos provistos incluyen leche, cereales, vegetales deshidratados, legumbres, y están fortificados con calcio.
Por Los Chicos está registrada en Estados Unidos como una organización 501(c)(3), lo cual le permite recibir donaciones deducibles de impuestos (en Estados Unidos) y participar en programas de donation matching y en AmazonSmile.